# Barbakan Žatecké brány
Barbakan v Žatecké ulici (dříve Kovářské) je pozdně gotický prvek středověkého kadaňského městského opevnění, který byl předsunutým ochranným prvkem dnes již neexistující Žatecké (také Kovářské nebo Pražské) brány v památkové rezervaci v Kadani.

## Popis

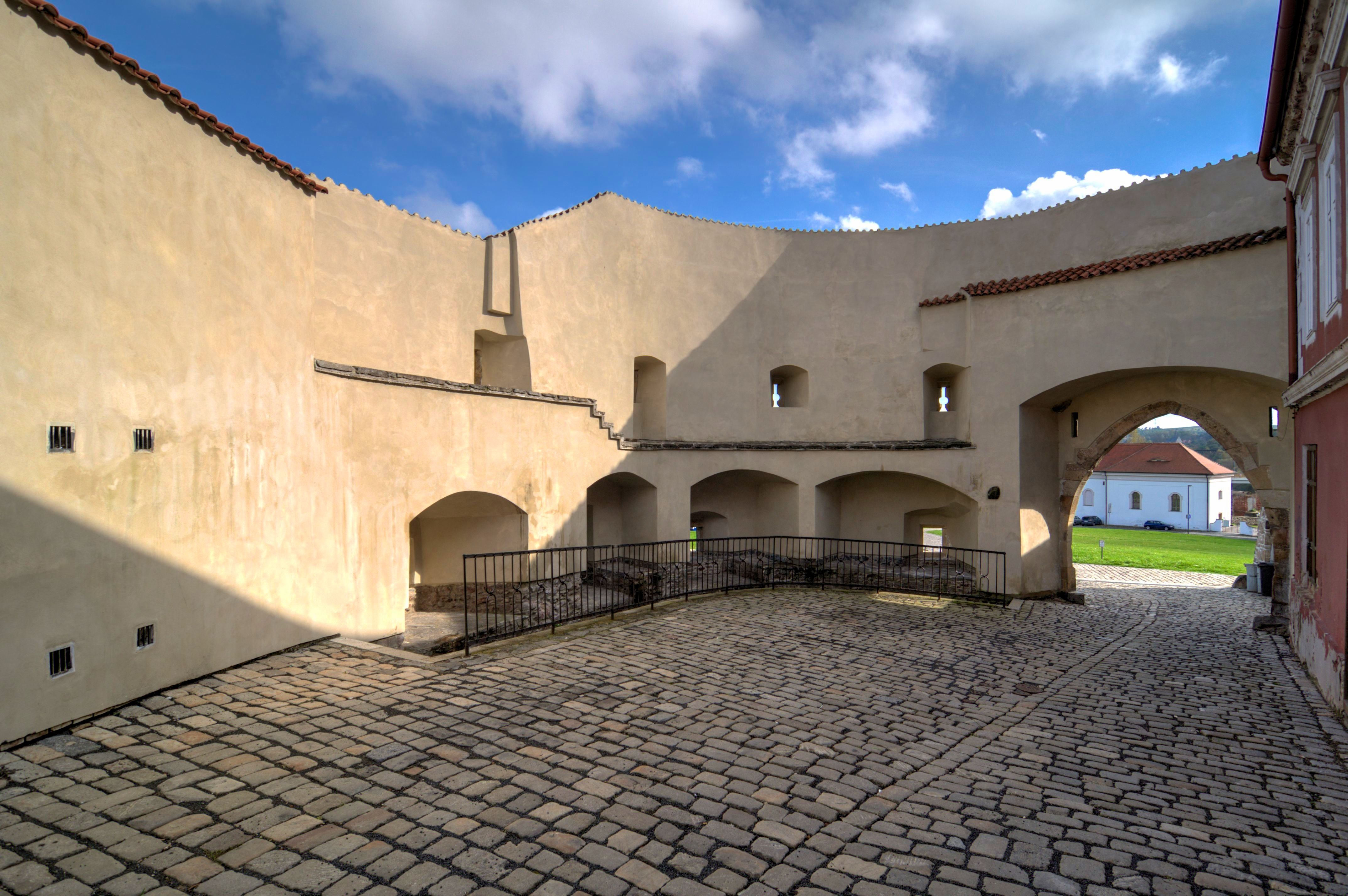
Vnitřní strana barbakanu

Kadaňský barbakan je rondelového (kruhového) typu a patří k vůbec nejstarším ve střední Evropě. Stavba barbakanu byla ve své době převratnou fortifikační novinkou, jež v první řadě sloužila jako ochrana samotné brány před přímou dělostřelbou. Předsunuté umístění barbakanu navíc obráncům umožňovalo střelbu do stran a tudíž lepší obranu přiléhajících hradebních pásů. Ke kadaňskému městskému opevnění, jehož nejstarší prvky pocházejí z vrcholného středověku, byl barbakan doplněn po husitských válkách, tj. během modernizace městské fortifikace v prvním roce vlády Jiřího z Poděbrad (1458). Účinnost obranného komplexu okolo Žatecké brány byla podpořena také příhodným zalomením Žatecké ulice. Nad gotickým portálem barbakanu je umístěn pískovcový znak královského města Kadaně s latinským nápisem, který v překladu zní: „Hlavní brána města Kadaně; léta Páně 1458“. Současný znak je replikou původního, neboť v důsledku velmi špatného stavu byla v roce 1904 nutná jeho kompletní rekonstrukce. Po stranách nad branou barbakanu jsou pak ještě dva znaky, na nichž jsou čeští dvouocasí lvi.
Barbakan se nacházel v popředí již zmíněné Žatecké brány, která plnila funkci hlavní městské brány a skrze niž vedla významná kupecká cesta na Žatec a Prahu. Brána byla zbořena roku 1832 během asanace městského opevnění. V roce 1995 se uskutečnily restaurační práce omítek a přilehlých zídek. Do současnosti se dochovaly fragmenty oblouku barbakanu v jeho východní a severní části. Do barbakanu je vestavěn dům s čp. 93 a před jeho jižním límcem je postaven dům čp. 92. V celém objektu jsou dochovány fragmenty střílen, chrliče a vnitřního ochozu. Dnes je barbakan společně s hradebním okruhem zpřístupněn a slouží jako jeden ze vstupů do procházkové trasy návštěvníků kadaňské památkové rezervace.

## Zajímavost
Roku 1543 se v okolí Žatecké brány odehrála pozoruhodná událost. Do hradebního příkopu poblíž barbakanu spadl jelen. Strážný si jelena všiml, chopil se ho a odtáhl na hlavní náměstí, kde jej před zraky měšťanů zabil. Protože měl jelen mohutné paroží, nechali je kadaňští radní umístit na památku do hlavního sálu městské radnice.